# أمل التميمي
أمل التميمي (مواليد القدس، 7 كانون الثاني / يناير 1960) ناشطة نسوية وناشطة اجتماعية وسياسية. كانت ثاني شخص مولود في الخارج (بعد بول فونتين نيكولوف؛ أول امرأة مولودة في الخارج) لتكون في البرلمان الأيسلندي (بديلاً عن لوفيك غيرسون في عام 2011 وكاترين جوليوسدوتير في عام 2012). 

## الحياة في فلسطين، 1960–1995
ولدت أمل في عام 1960، ونشأت في وادي الجوز في القدس الشرقية. كان والدها سليم أبو خالد التميمي (1969)، وهو رجل أعمال وناشط عاطفي، وأمها نسيمة التميمي، زوجة سليم الثانية؛  وأخوتها يونس (مواليد 1950)، روضة ( مواليد 1948)، صفاء( مواليد 1949)، آمنة، وسلمان (مواليد 1955).

شهدت أمل حرب الأيام الستة في عام 1967؛ حقيقةً إن يونس كان في أيسلندا في ذلك الوقت يعني أنه فقد حقه في الإقامة في فلسطين.  كانت ناشطة سياسية خلال معظم وقتها في فلسطين. في 13 تم سجنها في انتظار المحاكمة لمدة أسبوعين لإلقائها الحجارة على الجنود الإسرائيليين، وحكم عليها بالسجن لمدة ستة أشهر مع وقف التنفيذ.  تزوجت للمرة الأولى في سن السادسة عشرة،  ولديها أولاد: فلسطين (مواليد 1978)، فداء (مواليد 1980)، ولاء (مواليد1985)، مجد (مواليد1986)، وعهد (مواليد 1990)،  قبل أن تترك زوجها بعد ما وصفته بأنه زواج مسيء في عام 1995 وتهرب مع أطفالها إلى شقيقها سلمان (سليمان) في أيسلندا.  في وقت لاحق قالت أمل أنها شعرت أنه ليس لديها حقوق كامرأة بموجب الشريعة الإسلامية. 

في عام 1987، حصلت على دبلوم في دراسات الأعمال من خلال جمعية الشابات المسيحيات وعملت في منظمة غير حكومية.

## الحياة في آيسلندا، –1995
عاشت أمل لأول مرة في أيسلندا في 1983-1984 عندما انفصلت عن زوجها، حيث عملت مع نوي سيريوس. 

بمساعدة من شقيقها سلمان (سليمان)، انتقلت أمل مع أطفالها الخمسة إلى أيسلندا في يناير 1995.  هناك عملت كمنظفة. ثم عملت في مخبز وثم تجهيز الأسماك، وتعلم اللغة الأيسلندية.  سرعان ما التقت شريكها الثاني، هيزار، الذي كانت معه بيسان إنغا في عام 1997. وانضمت أمل وهيزار في عام 2000. وأدت شراكة أمل مع رجل غير عربي إلى انقسام كبير في عائلتها، بما في ذلك مع شقيقها سلمان (سليمان)، الذي تبرأ منها. 
في عام 2001، في سن ال 41، ذهبت أمل إلى جامعة آيسلندا، وحصلت على درجة البكالوريوس في العلوم الاجتماعية في عام 2004، مع أطروحة بكالوريوس بعنوان «الإرهاب في فلسطين: الدين أو الإمبريالية الاستعمارية؟»  في عام 2002، تلقت الجنسية الأيسلندية (حيث أنها اضطرت للتخلي عن الجنسية الفلسطينية)  وفي 24 أكتوبر / تشرين الأول 2003 أسست (شبكة نساء عرق متعدد الثقافات).  من عام 2004، كانت مستشارة في ألسيوفا.  في عام 2008، أصبحت أول مهاجرة تترأس مجلس الهجرة الأيسلندي، وأسست مركز المساواة (Jafnréttish) وأصبحت أول مهاجرة تم انتخابها لمجلس بلدية هافنارفجور، في حين أصبحت ابنتها فلسطين أول مهاجرة تنتخب لمجلس مدينة ريكيافيك.

## الروابط الخارجية
- http://www.althingi.is/altext/cv/is/?nfaerslunr=1138
- http://www.womeniniceland.is
- http://jafn.is/